# 帖木儿沙
铁穆尔沙（Shah Temur，？—1358年），察合台汗国分裂后，西部第3代可汗，也孙帖木儿之子。突厥贵族异密米尔咱·阿布达拉赫杀死拜延忽里后，在河中地区拥立铁穆尔沙为新汗。阿布达拉赫的行为引起了巴鲁刺思部哈吉、速勒都思部巴颜的反对。他们起兵赶跑了阿布达拉赫，杀死了铁穆尔沙，从此，西察合台汗国没有新汗，直到东察合台汗国秃忽鲁帖木儿，1360年征服河中，统一察合台汗国。